# Zamek w Karpnikach

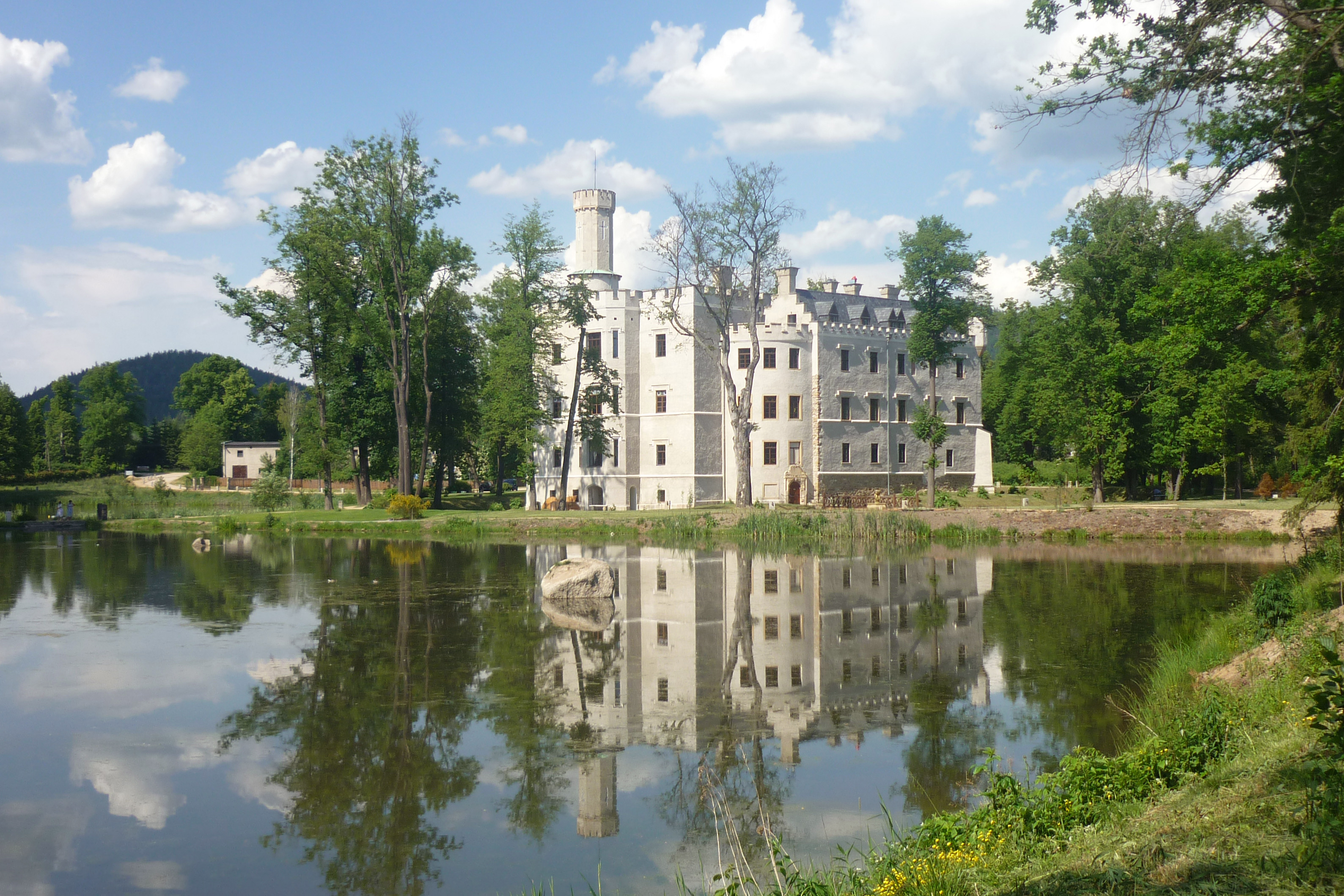
Zamek w Karpnikach

Zamek w Karpnikach (niem. Vischbach, Fischbach) – zabytkowy zamek położony we wsi Karpniki w województwie dolnośląskim w powiecie karkonoskim, w gminie Mysłakowice, u podnóża Krzyżnej Góry w Rudawach Janowickich.
Zamek został zbudowany w XIV wieku prawdopodobnie przez Henryka Czirna, właściciela Płoniny i Sokolca. W kolejny wiekach zamek był kilkakrotnie przebudowywany, a jego obecny wygląd pochodzi z 1846 i jest zasługą architekta niemieckiego Friedricha Augusta Stülera z wykorzystaniem projektów jego nauczyciela, Karla Friedricha Schinkla z czasów jego pobytu w Karpnikach w 1832. W 1978 zamek przystosowano do użycia jako ośrodek wypoczynkowy, a później sanatorium dla dzieci. Obecnie budowla jest własnością prywatną i działa jako hotel i restauracja.

## Historia
Pierwotne założenie obronne w Karpnikach (wówczas Vischbach) zostało wzniesione w XIV wieku, prawdopodobnie przez rycerza Czirna. Było ono nieregularne i składało się z budynku mieszkalnego oraz narożnej cylindrycznej wieży. W dokumentach z 1369 zamek wymieniany był jako własność Clericiusa Bolcze (Clercos von Bolitz). W 1438 pozbył się go niejaki Cuncze von Predel, a nabywcą został rycerz Cuncze Beeler von Rychenbach. Kilka lat później dobra przeszły na własność Hansa Schoffa-Gotschego, kanclerza księstwa świdnicko-jaworskiego, pana na Kamienicy i Zamku w Chojniku.
Niewielką budowlę powiększył w 1475 Kacper Schoff-Gotsch. Składała się ona wówczas z wieży oraz dwóch budynków, które połączone murami tworzyły dziedziniec. Całość usytuowana była na otoczonej fosą sztucznej wyspie. W 1580 Adam Schoff Gotsch sprzedał Karpniki Friedrichowi baronowi von Kanitz und Talowitz (zm. 1585). Nowy właściciel rozpoczął całkowitą przebudowę w stylu renesansowym i choć w 1593 zamek ucierpiał od uderzenia pioruna, prace budowlane ukończono. Podczas przebudowy z przełomu XVI/XVII stulecia wzniesiono nowe skrzydła, odnowiono wieżę i zmodernizowano wnętrza. Zakończenie prac przypadło na rok 1603, o czym świadczy data na jednym z istniejących do dziś portali. Między rozbudową renesansową, a neogotycką dokonano pomniejszych przekształceń, m.in. wieża otrzymała barokowy hełm, a w XVIII wieku zamkowy czworobok podwyższono o jedną kondygnację.
Przez cały okres funkcjonowania zamek bardzo często zmieniał swych właścicieli. W okresie wojny trzydziestoletniej zmarł w nim Christoph Friedrich von Kanitz und Talowitz, który wcześniej cały majątek zapisał żonie Lukrecji z domu von Hatzfeldt. Ta zaś przekazała go swemu wujowi Reimarowi Friedrichowi von Winterfeld. Wdowa po nim oddała posiadłość córce Elizabeth Christiane baronowej Schonaich Carolath Beuthen, a po jej zgonie Karpniki otrzymała przyrodnia siostra Anna Elizabeth. W 1679 sprzedała ona dobra karpnickie Balthazarowi Leopoldowi von Hayn. Pochodzący z tej rodziny Phillip Antoni odstąpił je w 1725 Franzowi Wilhelmowi von Schaffgotsch. Następnie po bezdzietnej śmierci Franza w 1774 majątek stał się własnością skarbu państwa, a trzy lata później krzeszowskiego klasztoru cystersów. Już jednak w 1784 pałac odkupił baron i późniejszy hrabia Friedrich Wilhelm von Reden auf Hameln und Bennigsen, by po trzech latach odsprzedać go pruskiemu ministrowi do spraw Śląska, którym był wtedy Karol Georg Heinrich, hrabia von Hoym. W 1789 nowym właścicielem wsi został Kaspar Konrad baron von Zedlitz.
Od jego wuja w 1822 kupił zamek dla siebie oraz żony Marianny książę Wilhelm von Hohenzollern, brat króla pruskiego Fryderyka Wilhelma III i wkrótce zlecił jego przebudowę w stylu neogotyku angielskiego. Projekt prac przygotował oraz kierował nimi niemiecki architekt Friedrich August Stüler. Zmiany rozpoczęto od założenia romantycznego ogrodu w stylu angielskim. Postawiono w nim różnorodne budowle, takie jak Chata Marianny, cieplarnia i szwajcarski domek. W południowej części parku stanął pomnik Archanioła Michała, upamiętniający Leopolda, brata księżnej.
W czasach, kiedy Karpniki należały do niemieckiej rodziny panującej, zgromadzono tu wiele pamiątek, organizując na pierwszym piętrze muzeum i udostępniając je wybranej publiczności. Prezentowano w nim wyroby rzemiosła artystycznego, rzeźby, zbiory klejnotów, dawną broń, stare witraże. Na pierwszym piętrze północnego skrzydła mieściła się biblioteka z bogatymi zbiorami rękopisów. W pałacu tętniło życie towarzyskie, a spośród utytułowanych gości wymienić można m.in. niemiecką rodzinę królewską, wielkie księżne rosyjskie Olgę i Aleksandrę Teodorownę, wielkiego księcia Mikołaja (późniejszego cara), licznych przedstawicieli arystokracji: Reussów, Radziwiłłów, księcia Wołkońskiego, Klaudynę z Działyńskich Potocką. Z okazji tych wizyt organizowano bale, koncerty i przedstawienia teatralne.
Podczas drugiej wojny światowej urządzono w pałacu karpnickim składnicę muzealną, stworzoną przez konserwatora wojewódzkiego Gunthera Grundmanna, w której umieszczono zbiory zrabowane w państwach okupowanych przez Hitlera. Tu także przeniósł z Darmstadtu swoją kolekcję dzieł sztuki ostatni właściciel Karpnik, książę Ludwig von Hessen und bei Rhein.
Pod koniec II wojny światowej w 1945 zamek został splądrowany przez żołnierzy Armii Czerwonej. Do 1950  w obiekcie mieściła się szkoła podstawowa. Po kilku latach pustostanu, w 1956 służyła jako dom dla dzieci niepełnosprawnych. Zaniedbany przez lata powojenne obiekt wyremontowano w 1962, z przeznaczeniem na ośrodek kolonijny. Pogarszający się stan budynku spowodował jego opuszczenie w 1973. Następnie sprzedano zamek prywatnemu inwestorowi z planem przekształcenia go w obiekt kulturalno-rekreacyjny. Po kilkukrotnych zmianach właścicieli, w 1995 zamek został przekazany stowarzyszeniu właścicieli, którzy podjęli środki ochronne, aby zapobiec dalszemu niszczeniu. Profesjonalna renowacja jak dotąd nie powiodła się ze względu na brak środków finansowych.
Po latach stagnacji i izolacji majątku od społeczeństwa nastąpiła kolejna zmiana właściciela i od 2009 były prowadzone prace restauratorskie, w celu utworzenia w zamkowych pokojach ekskluzywnego hotelu. Pierwotnie zakończenie miało nastąpić do końca 2013. Hotel zamkowy został ostatecznie otwarty na początku października 2014. W zabytkowych pomieszczeniach stylowo umeblowano dwadzieścia pokoi, w tym Apartament Królewski z elementami XIX-wiecznymi i Apartament Renesansowy z zachowanymi malowidłami z XVI w. Wnętrza są zarezerwowane dla gości hotelowych natomiast dziedziniec zamkowy i park można zwiedzać.

## Portal
Renesansowy, kamienny portal zwieńczony półkoliście z agrafą. Nad nadprożem płycina z sentencją w j. łac. ARCEM HANC FISCHBACHIANAM OLIM A FRIDERICO PATRUO INCHOATAM A PATRE ELIA ABSOLUTAM HAC INSUPER STRUCTURA EXORNARI FOSSAM MUROCINCI TURRIM TOTAM RENOVARI ALISO AEDIFICIIS AMPLIFICARI CURAVIT CHRISTOPHORUS FRIDERICUS A KANITZ E F ANNO A NATO CHRISTO MDCIII ([Budowę]  zamku Fischbach przed laty rozpoczął stryj Fryderyk, a ojciec Eliasz dokończył górne elementy, [wykopał] fosę, całkowicie odnowił ściany i wieżę. O wzmocnienie pozostałych budynków zadbał Christoph Friedrich von Kanitz w 1603 roku  od narodzenia Chrystusa); ozdobiona przy dolnych rogach kartuszami z herbami von Kanitz (L) i von Hatzfeldt (P). Nad lewą częścią łuku nad otworem wejściowym herb von Koseritz, nad prawą von Neuhoff.

Herb von Kanitz[a] (tarcza)
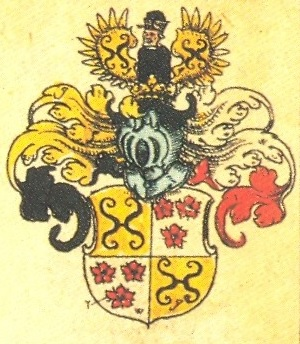
Herb  von Hatzfeldt[b]
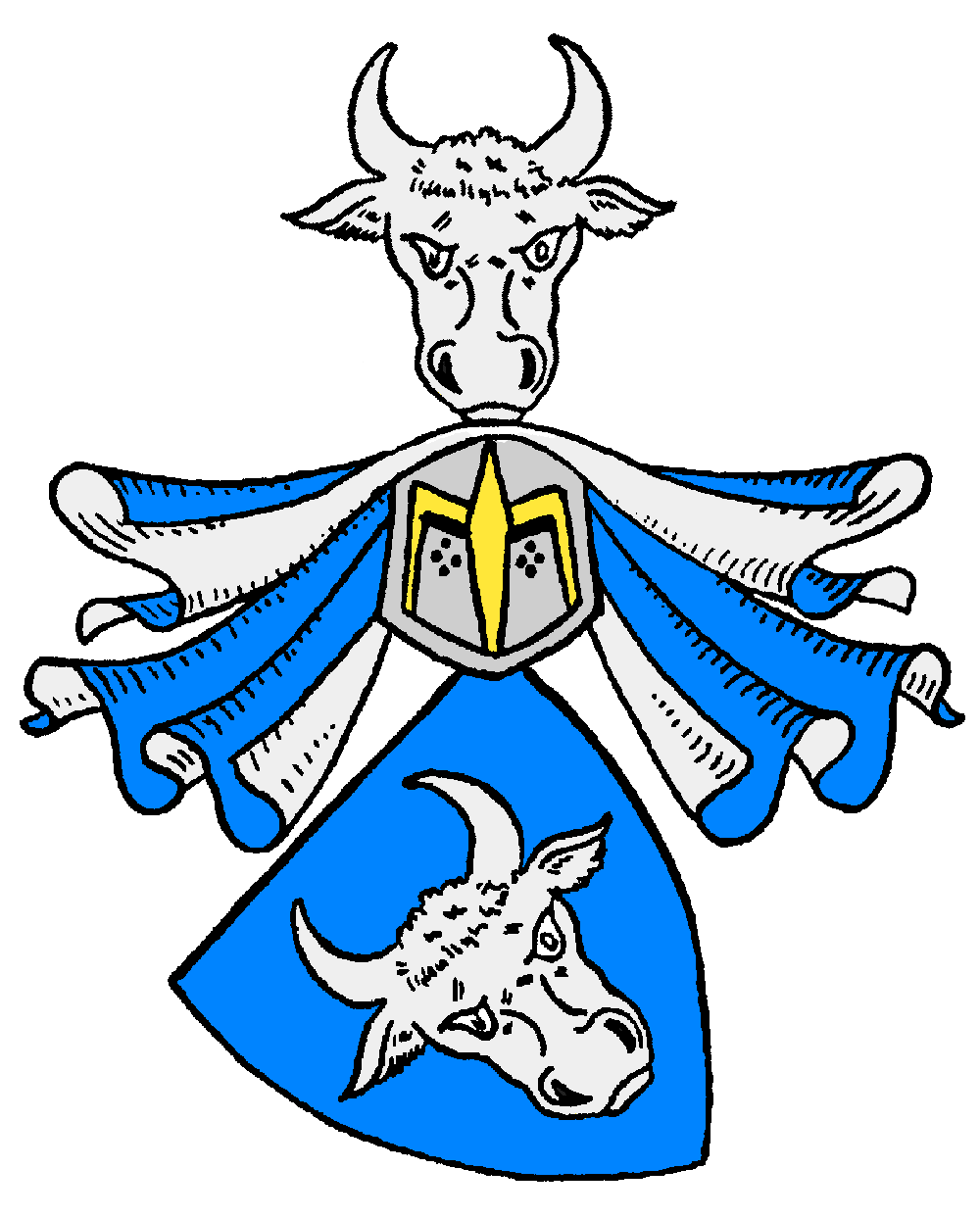
Herb von Koseritz[c]
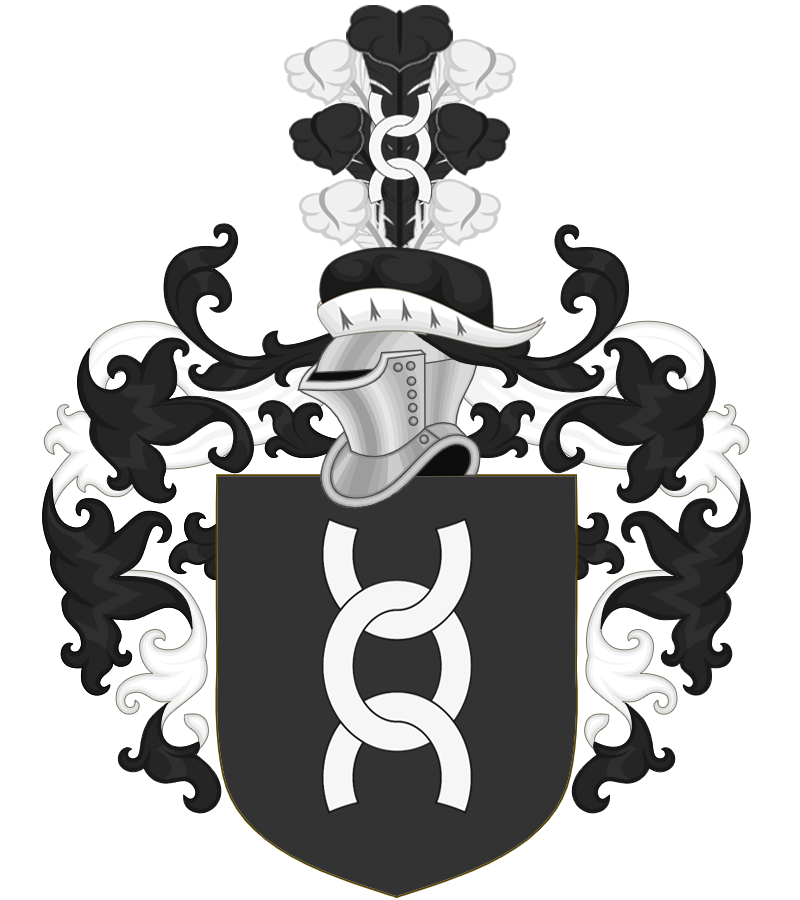
Herb von Neuhoff[d]
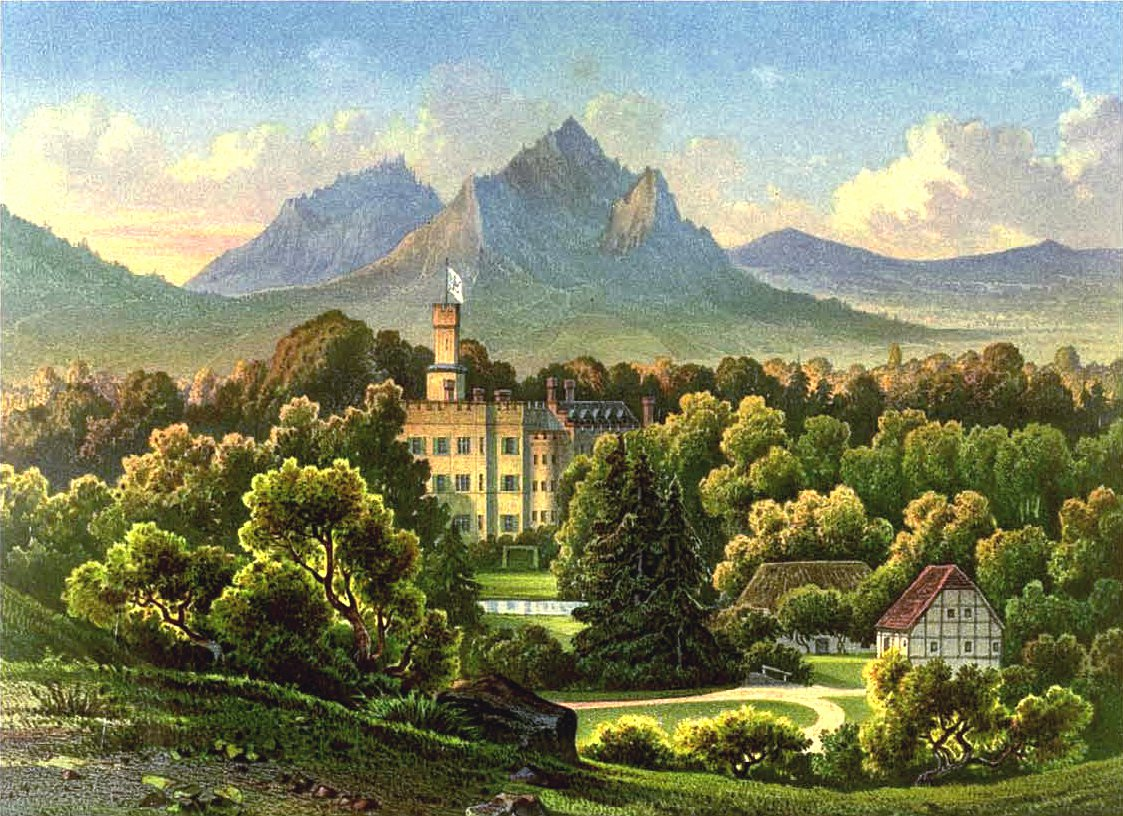
Schloss Fischbach, Alexander Duncker
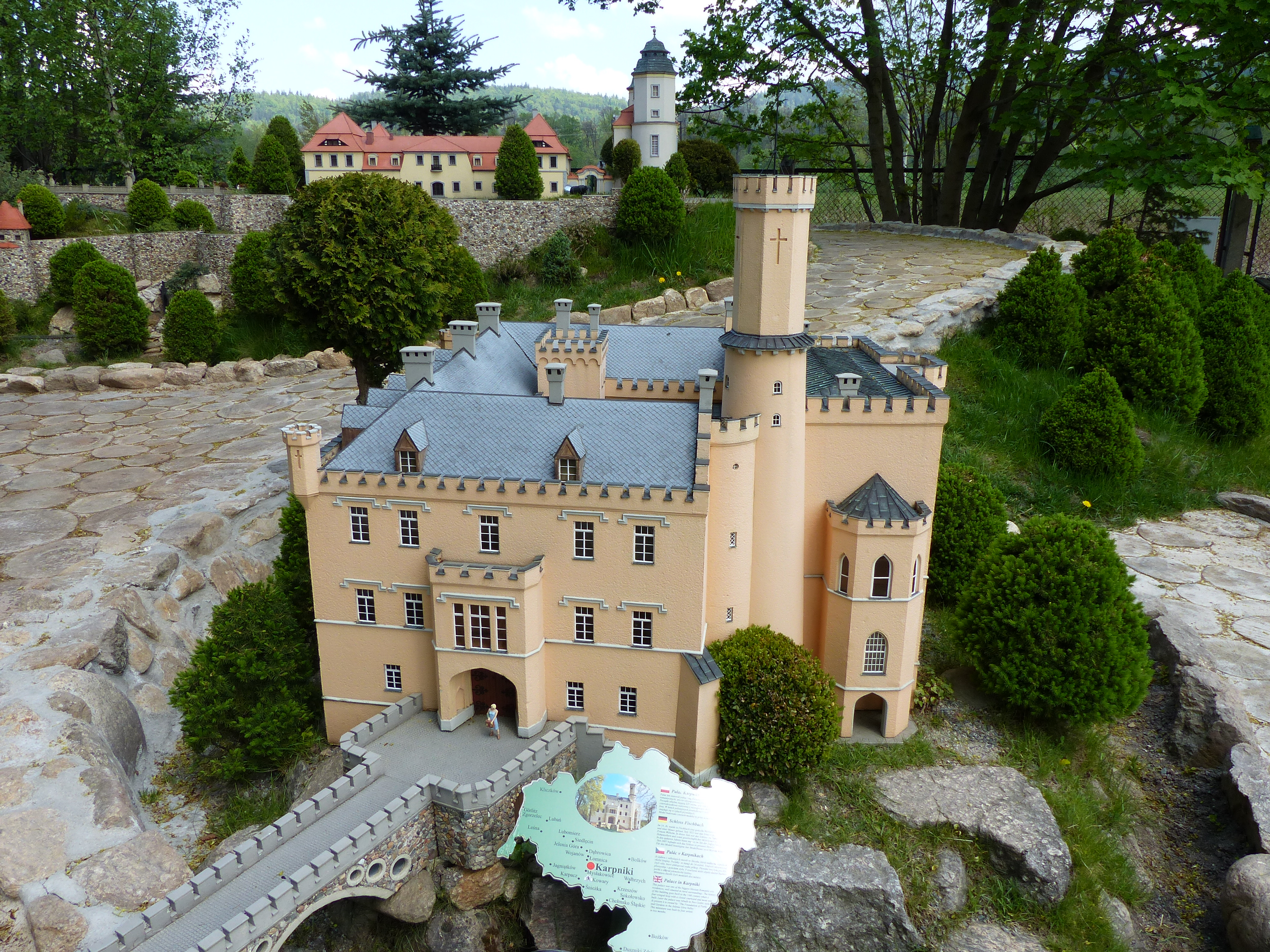
Zamek w Parku Miniatur

W 1993 złodzieje odkuli renesansowy portal bramny i przygotowali go do wywiezienia. Na szczęście w porę udało się zauważyć szkodę, portal złożono w piwnicy i po konserwacji wrócił on na swoje miejsce. Obecnie zamek ponownie jest własnością prywatną. Zamek wyremontowano: odnowiono elewacje, komnaty, wykonano stropy. Odrestaurowany budynek przeznaczono na hotel i restaurację.

## Szlaki turystyczne
- Karpniki – Zamek Karpniki – Cieplice Śląskie-Zdrój[9]